# Avonmore
Avonmore è il quattordicesimo album in studio del cantante britannico Bryan Ferry, pubblicato nel 2014.

## Tracce
Tutte le canzoni sono di Bryan Ferry tranne dove indicato.
1. Loop De Li – 4:18
2. Midnight Train – 3:49
3. Soldier of Fortune – 4:25
4. Driving Me Wild – 3:37
5. A Special Kind Of Guy – 3:14
6. Avonmore (Ferry, Oliver Thompson) – 5:13
7. Lost – 2:47
8. One Night Stand – 5:05
9. Send In The Clowns (Stephen Sondheim) – 4:02
10. Johnny and Mary (Robert Palmer) – 6:47 – con Todd Terje

## Formazione
- Bryan Ferry - voce, tastiera, pianoforte
- Tim Reynolds - chitarre
- Cherisse Ossei - batteria, percussioni
- Stefan Lessard - basso
- Nile Rodgers - chitarra
- Andy Newmark - batteria
- Marcus Miller - basso, sintetizzatore
- Johnny Marr - chitarra
- Neil Hubbard - chitarra
- Guy Pratt - basso
- David Williams - chitarra
- Paul Turner (bassista) - basso
- Chris Spedding - chitarra
- Todd Terjie - sintetizzatore, programmazione
- Tara Ferry - batteria
- Paul Beard - tastiera
- Colin Good - pianoforte
- Neil Jason - basso
- Jacob Quistgaard - chitarra
- Frank Ricotti - percussioni
- Johnny Marr - chitarra
- Chris Laurence - contrabbasso
- Tom Wheatley - contrabbasso
- Enrico Tomasso - tromba
- Richard White - sax alto
- Maceo Parker - sax alto
- John Moody - oboe
- Fonzi Thornton, Hanne Hukkelberg, Laura Mann, Emily Panic, Jodie Scantlebury, Bobbie Gordon, Ronnie Spector, Sewuse Abwa, Hannah Khemoh, Shar White, Michelle John - cori

Note aggiuntive
- Bryan Ferry - produttore